# バーナード彗星
バーナード彗星（英語: 177P/Barnard）は、公転周期約120年の周期彗星。
1889年6月24日にエドワード・エマーソン・バーナードによって発見され、その117年後の2006年6月23日にLINEARで再発見された。バーナードが2つ目に発見した彗星のため、バーナード第2彗星とも呼ばれる。2006年7月19日、バーナード彗星は地球から0.3662 auの距離にまで接近した。2006年の7月下旬から9月にかけて、ヘルクレス座とりゅう座の方角に8等級以上の明るさで見ることができた。近日点通過は、2006年8月28日だった。
バーナードが発見した他の2つの周期彗星のうち、1つ目のバーナード第1彗星(D/1884 O1)は、1884年に一度出現して以来観測されていない。2つ目のバーナード・ボアッティーニ彗星は、写真によって発見された最初の彗星として、彗星天文学に新しい時代を開いた。この彗星は、1892年以降、見失われていたが、2008年10月7日に、アンドレア・ボアッティーニによって偶然再発見されたものである。